# Budahalli, Tirumakudal Narsipur
Budahalli là một làng thuộc tehsil Tirumakudal Narsipur, huyện Mysore, bang Karnataka, Ấn Độ.